# Piero Malvestiti
Piero Malvestiti, all'anagrafe Pietro, (Apiro, 26 giugno 1899 – Milano, 5 novembre 1964), è stato un politico italiano, fondatore del Movimento Guelfo insieme a Gioacchino Malavasi.

## Biografia
Nato ad Apiro, in provincia di Macerata, primo di dieci figli; durante gli anni dell'infanzia e dell'adolescenza, a causa degli spostamenti del padre, ufficiale dei carabinieri, visse in diverse città. A Bergamo conseguì il diploma di Ragioneria, presso il collegio S. Alessandro. Nel giugno 1917 si arruolò e nell'aprile successivo, dopo aver frequentato la scuola per ufficiali, fu inviato al fronte, dove fu decorato con la croce al merito di guerra. Finita la guerra, dopo il congedo, nel 1921, entrò all'ufficio borsa della Banca Popolare di Milano.
Educato in una famiglia di forti sentimenti cristiani, partecipò alla vita del movimento cattolico milanese. Un ruolo particolarmente incisivo nella sua maturazione intellettuale fu esercitato da Francesco Olgiati, cui Malvestiti rimase sempre legato da forte amicizia. Militò nelle file dell'«Unione nazionale reduci di guerra», assumendo ruoli di responsabilità a livello provinciale. Tuttavia avendo rilevato che,  gran parte della dirigenza nazionale di quell'organizzazione, aveva un atteggiamento accondiscendente nei confronti del fascismo, abbandonò l'Unione e fondò la «Lega lombarda reduci di guerra», raggruppamento autonomo d'ispirazione cattolica.

### Carriera politica
Si oppose al regime fascista fin dalle sue origini. Contestò l'idea dello Stato etico e la concezione corporativa propria dell'ideologia fascista. Nel 1928, insieme a Gioacchino Malavasi, entrambi esponenti di spicco dell'Azione Cattolica e senza alcun legame con l’esperienza del partito popolare di Luigi Sturzo, fondò il movimento politico «Azione guelfa», principale gruppo di opposizione cattolica al fascismo. Con tale denominazione, il gruppo voleva riprendere l'eredità del guelfismo medievale. Nel 1933 il movimento fu scoperto dalla polizia politica. Piero Malvestiti fu arrestato (20 marzo 1933) e condannato (30 gennaio 1934) a cinque anni di prigione. In seguito fu scarcerato per le cattive condizioni di salute, ma gli fu proibito di svolgere attività politica fino alla fine della condanna.
Ebbe difficoltà anche a trovare un lavoro stabile, ma riuscì a riallacciare i rapporti politici con l'Azione guelfa. Nell'estate 1942, quando divenne chiaro che il fascismo avrebbe portato il Paese alla catastrofe, si diede vita al nuovo partito dei cattolici. Malvestiti fu uno dei protagonisti della sua nascita. In agosto incontrò segretamente Alcide De Gasperi a Borgo Valsugana. In settembre, esponenti sia dei guelfi (Malvestiti, Achille Grandi, Edoardo Clerici, Enrico Falck) che degli ex popolari posero le basi per la fondazione della Democrazia Cristiana. Espressione dell'elaborazione sociale e politica del movimento neo-guelfo fu il cosiddetto Programma di Milano, piattaforma programmatica di 12 punti. Approvato dal gruppo di De Gasperi (che aveva accettato anche la denominazione del nuovo partito), il programma fu affisso ai muri di Milano all'indomani della caduta di Mussolini (25 luglio 1943). Il Malvestiti e gli altri estensori lo indirizzarono «agli italiani degni della libertà», e invitarono tutti i cattolici «a unirsi sotto le bandiere del partito democratico cristiano».

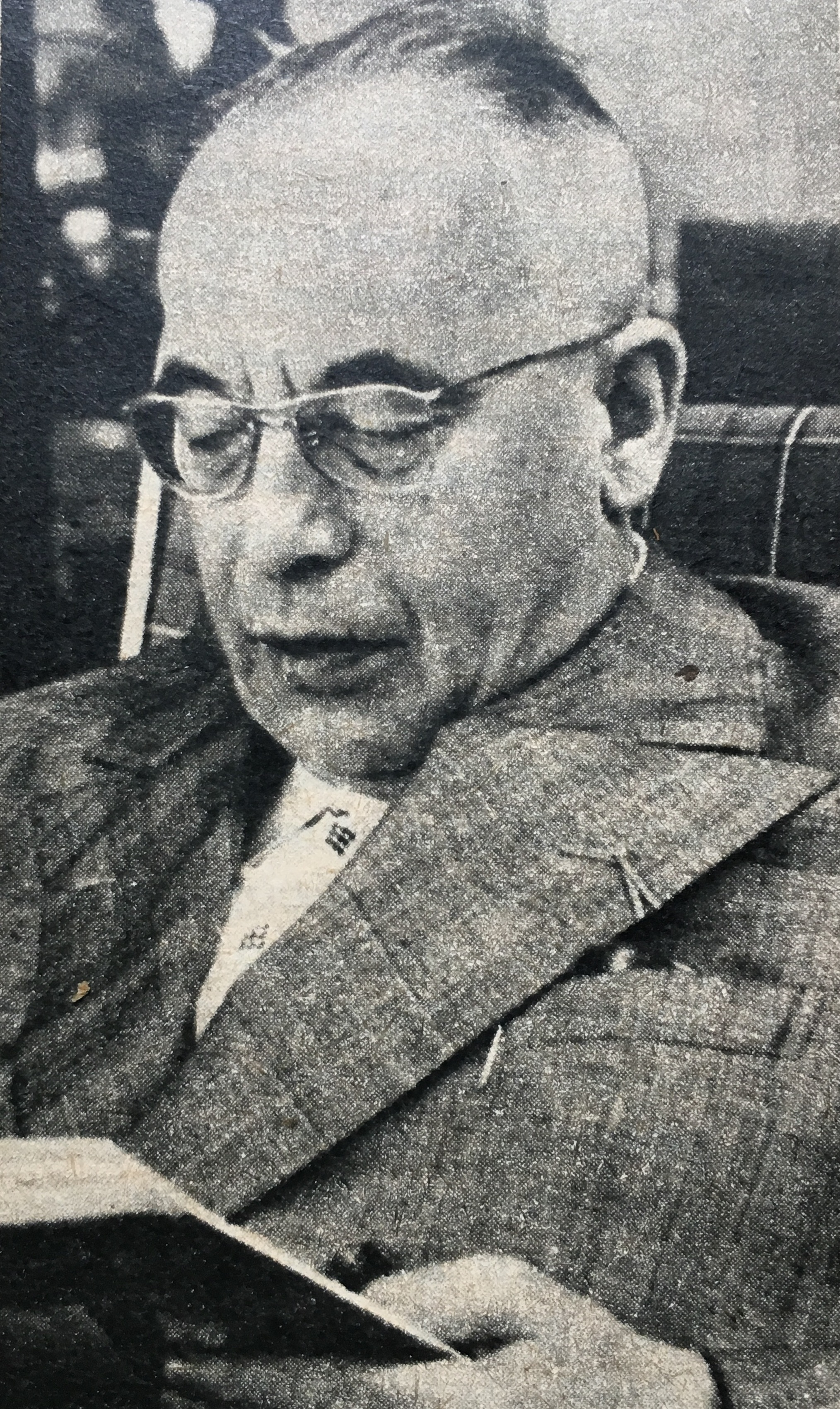
Piero Malvestiti, 1959

Dopo l'armistizio dell'8 settembre 1943, il Malvestiti prese parte alla Resistenza come membro dell'ala cosiddetta neo-guelfa (federalista e autonomista) della DC e di essa rappresentante al CLN Alta Italia. Fra il settembre e l'ottobre del 1944 affiancò, in qualità di consigliere finanziario, la Giunta provvisoria di Governo della Repubblica partigiana della val d'Ossola. Dopo la sua caduta riparò in Svizzera, dalla quale fece ritorno come membro del CLNAI.
A liberazione avvenuta, il Malvestiti s'impegnò totalmente nella DC, entrando a far parte del Consiglio Nazionale e partecipando al primo congresso del partito, nell'aprile del 1946 a Roma. Fu eletto deputato all'Assemblea Costituente. Quindi venne eletto, sempre a Montecitorio, per la I e per la II Legislatura.
Il Malvestiti si dimise però dalla carica di deputato in anticipo, poiché fu nominato vicepresidente della CEE, venendo sostituito da Bruno Fassina: in questo modo, divenne il primo commissario dell'Unione Europea italiano. Sempre in ambito europeo, fu nominato, nel 1959, presidente della Comunità europea del carbone e dell'acciaio, carica che tenne fino al 1963. Nella IV legislatura sostituì il compagno di partito alla Camera, Rinaldo Del Bo, dimissionario. Morto durante lo svolgimento della carica, venne sostituito a sua volta da Edgardo Castelli.
Morì nel 1964 a Milano, e proprio il comune del capoluogo lombardo gli ha dedicato una via.

## Incarichi istituzionali

### Incarichi di Governo
- Sottosegretario al Ministero delle Finanze nel Governo De Gasperi IV
- Sottosegretario al Ministero del Tesoro nei governi De Gasperi V e De Gasperi VI
- Ministro dei trasporti nel Governo De Gasperi VII
- Ministro dell'Industria e del Commercio nel Governo Pella

### Incarichi alle Comunità Europee
- Commissario europeo per il Mercato Interno e vicepresidente della Comunità Economica Europea dal 1958 al 1959
- Presidente della Comunità europea del carbone e dell'acciaio (CECA) dal 1959 al 1963